# Clytraschema chabrillacii
Clytraschema chabrillacii là một loài bọ cánh cứng trong họ Cerambycidae.